# Emilio Pérez Miguel
Emilio Pérez Miguel (2 de diciembre de 1979, Montevideo) es un escritor, periodista y traductor uruguayo.

## Biografía
Peréz Miguel nació en Montevideo en 1979, ciudad donde siempre ha residido. Hijo de padres abogados, estudió Derecho para luego diplomarse como Traductor Público de Idioma Inglés en 2005.
Publicó los poemarios Once y Ten en 2009 y 2010, libros donde instauró la búsqueda de una forma que combinara cabalmente lo musical con lo literario. Ésta inquietud se vio resuelta en 2013 con la edición de Ayer La Lluvia, libro que dio lugar a un festival de música y literatura donde participaron artistas emergentes de Uruguay y Argentina con los cuales mantiene estrechos vínculos debido a su tarea de periodista cultural, en escenarios hasta entonces ajenos a eventos literarios como la Sala Zitarrosa, El Pony Pisador y Polo Prado.
Pérez Miguel brega por la libre circulación de los bienes culturales, y comparte su obra en Internet de forma gratuita con licencias Creative Commons.
En la actualidad, organiza la Campaña del Juguete - un ciclo de conciertos sin fines de lucro que beneficia a hospitales pediátricos en Uruguay y Argentina. Estos incluyen al Hospital Pereira Rossell en Montevideo, y al Hospital Garrahan en Buenos Aires.
La Campaña del Juguete es una actividad declarada de interés cultural por el Ministerio de Educación y Cultura de Uruguay, debido a "el aporte en el campo artístico y cultural que significa un evento benéfico a favor de un centro asistencial para niños, en nuestro país, con participación de músicos argentinos y uruguayos”, los cuales han incluido a Cuentos Borgeanos, Marilina Bertoldi y Marcelo Moura.

## Obra
| Año  | Título         | ISBN              | Editorial       |  |
| ---- | -------------- | ----------------- | --------------- |  |
| 2009 | Once           | 9789-974-821-63-7 | Rumbo Editorial |  |
| 2010 | Ten            | 9789-974-827-91-2 | Rumbo Editorial |  |
| 2013 | Ayer La Lluvia | 9789-974-651-43-2 | Rumbo Editorial |  |

## Premios
Mención especial del jurado de los Premios Graffiti a la Música Uruguaya 2019 "por la creación y producción, desde el año 2013, del ciclo de conciertos sin fines de lucro, “Campaña del Juguete”, a beneficio de hospitales pediátricos en Uruguay y Argentina".